# Herbert Graf
Pour les articles homonymes, voir Graf.
Herbert Graf, né le 10 avril 1903 à Vienne, Empire austro-hongrois, et mort le 5 avril 1973, à Genève, est un directeur de théâtre et metteur en scène d'opéra, auteur d'ouvrages sur l'opéra. Connu en psychanalyse comme « Le Petit Hans », il est le premier enfant analysé sous le contrôle de Sigmund Freud.
L' « analyse » du petit garçon par son père, Max Graf, sous la conduite de Sigmund Freud, se déroule de janvier à mai 1908. Elle est publiée en 1909 dans le Jahrbuch für psychoanalytische und psychopathologische Forschungen sous le titre original Analyse der Phobie eines fünfjährigen Knaben. La première traduction française du texte en 1928 par Marie Bonaparte, sous le titre Analyse d'une phobie chez un petit garçon de cinq ans (Le petit Hans), est reprise dans le recueil intitulé Cinq psychanalyses paru en 1935 chez Denoël & Style. C'est à partir de cette première « analyse d'enfant » que Freud confirme ses théories de la sexualité infantile et qu'il montre comment la phobie, liée au  complexe d'Œdipe, s'organise à partir du complexe de castration et autour de la différence des sexes.
L'identité du « Petit Hans » de Freud est révélée en 1972, avec la parution des « Mémoires d'un homme invisible » (Memoirs of an Invisible Man), quatre interviews accordées par Herbert Graf au journaliste Francis Rizzo. Herbert Graf, au cours d'une brillante carrière artistique, est connu quant à lui pour avoir « inventé » le métier de metteur en scène d'opéra. Il a également eu une intense action pédagogique et il a milité en faveur de l'élargissement de l'accès à l'opéra pour toutes les classes sociales.

## La phobie du «petit Hans»

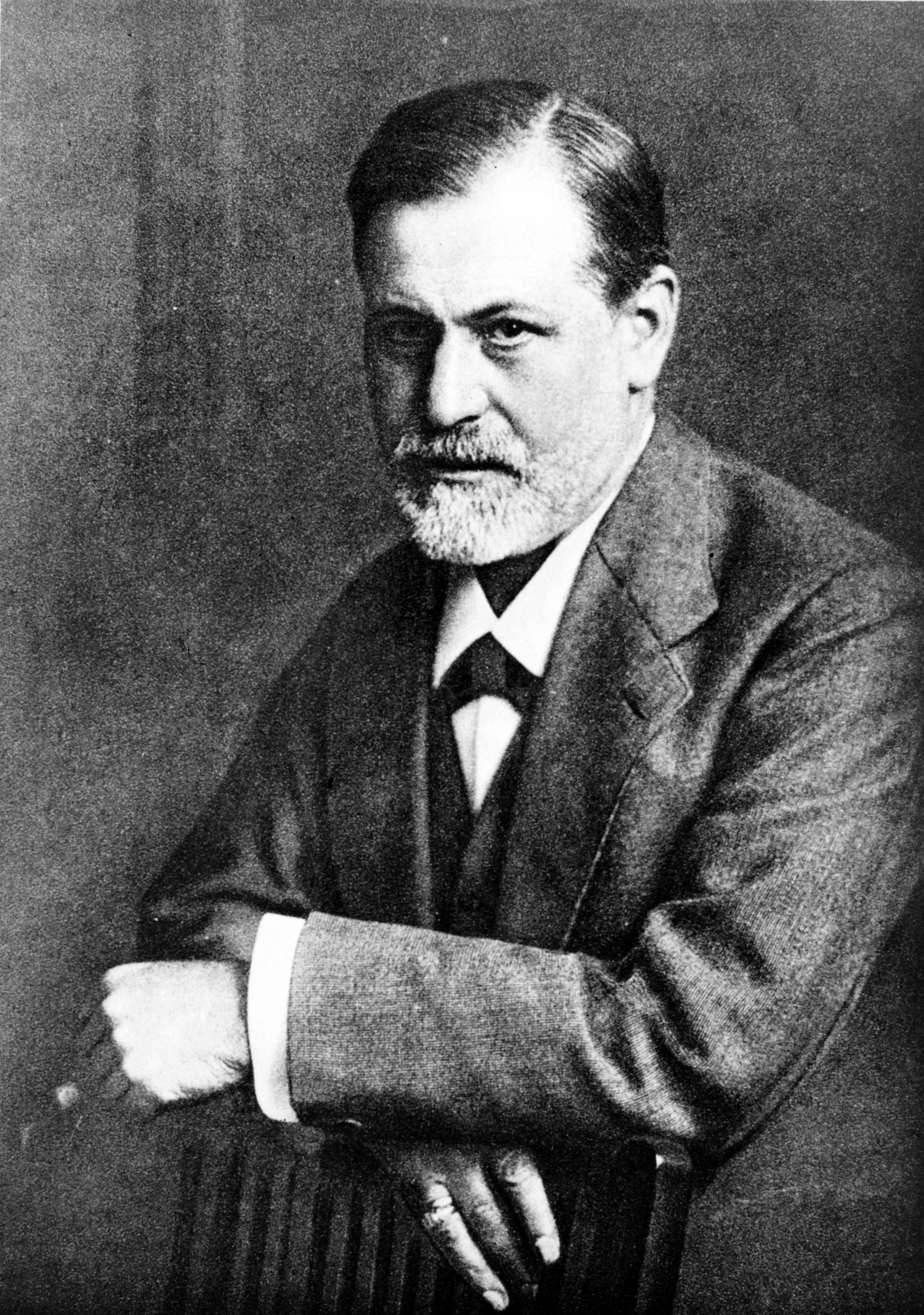
Sigmund Freud, par Max Halberstadt, en 1909.

Herbert Graf, né le 10 avril 1903 à Vienne et mort le 5 avril 1973 à Genève, est « le vrai nom » du « petit Hans ». « Jusqu'en 1972, date de la parution des « Mémoires d'un homme invisible », transcription des quatre interview accordées par Herbert Graf au journaliste Francis Rizzo », écrivent Élisabeth Roudinesco et Michel Plon, « on ne connaissait pas l'identité de ce “petit garçon de 5 ans”, devenu célèbre sous le nom de “petit Hans” grâce au récit qu'avait fait Sigmund Freud de son analyse effectuée sous la conduite de Max Graf, son père ».
L' « analyse » du petit garçon par son père, sous le contrôle de Freud, se déroule de janvier à mai 1908. Freud, qui a écrit l'histoire du « petit Hans » en juillet 1908, la publie sous le titre  Analyse de la phobie d'un garçon de cinq ans (Analyse der Phobie eines fünfjährigen Knaben) en février   1909 dans le premier numéro du  Jahrbuch für psychoanalytische und psychopathologische Forschungen, nouveau périodique dont Freud et Bleuler sont les directeurs, Jung le rédacteur en chef. Le texte, traduit en français pour la première fois par Marie Bonaparte, paraît en 1928 dans la Revue française de psychanalyse sous le titre Analyse d'une phobie chez un petit garçon de cinq ans (Le petit Hans) ; il est repris dans la même traduction en 1935 dans S. Freud, Cinq psychanalyses chez Denoël & Style.
Selon François Perrier, cette observation que Freud publie en 1909 est « une référence exemplaire et irremplaçable pour la compréhension du phénomène phobique » : pour Freud en effet, la phobie de Hans est liée au conflit œdipien et s'organise à partir du complexe de castration, lié lui-même à la différence des sexes. Veronica Mächtlinger considère que c'est la première « analyse d'enfant », à partir de laquelle Freud a élaboré ses théories de la sexualité infantile.

### L'«analyse» de Hans (1908-1909)
Max Graf, le père de « Hans », est un proche de Freud, et sa femme, la mère de Hans, avait été en analyse chez Freud ; tous deux participent aux réunions de la Société du mercredi. Max Graf avait adressé à Freud des comptes rendus sur la façon qu'avait son jeune fils de s'intéresser au sexuel, à son corps et à celui des autres, un intérêt centré sur la différence des sexes. Les notes de Max Graf dans son observation de l'enfant sont prises dès l’âge de trois ans de celui-ci. Et ce n’est qu’à quatre ans et neuf mois que Hans présente sa phobie.

#### Le «fait-pipi» (Wiwimacher)
Hans est préoccupé par son « fait-pipi » (Wiwimacher,), il demande à sa mère si elle en a un aussi, il en attribue un à la vache que l'on trait, à la locomotive qui lâche de l'eau, au chien, au cheval, mais ni à la table, ni à la chaise. Sa mère le surprend à se livrer à des attouchements sur son pénis et le menace « de lui faire couper son “fait-pipi” » s'il continue, ce qui n'entraîne encore aucun sentiment de culpabilité mais, note Freud, « lui fait acquérir le complexe de castration ». Hans, qui poursuit ses explorations en s'enquérant de savoir si son père possède, lui aussi, un « fait-pipi », s'étonne que sa mère, adulte, « n'ait pas un “fait-pipi” de la taille de celui d'un cheval ». 

#### La naissance d'Anna
La naissance de sa sœur Anna en octobre 1906, lorsque Hans a trois ans et demi, va constituer « le grand événement de sa vie ». Comme il semble d'une part accréditer la fable de la cigogne qui apporte des bébés, mais porte attention d'autre part à la trousse du médecin et aux cuvettes d'eau sanglantes dans la chambre de la parturiente, il fait montre ainsi, remarque Freud, de « ses premiers soupçons quant à la vérité de la fable ». Le père de Hans rapporte que l'aversion du petit garçon « contre l’enfant nouveau-née qui lui avait dérobé une part de l’amour de ses parents » et qui n'a pas tout à fait disparu tout en étant en partie surcompensée par une tendresse exagérée, lui a fait exprimer plusieurs fois le désir suivant : « La cigogne ne devrait plus apporter d’enfant, nous devrions lui donner de l’argent afin qu’elle n’en sorte plus de la grande caisse où sont les enfants afin de les apporter ». Comme l'explique Jean-Michel Quinodoz, Hans a compris qu'Anna se trouvait dans la grande caisse en question et qu’elle en est sortie comme un « lumpf », (mot de Hans pour désigner les selles). Hans mettra environ six mois à surmonter sa jalousie et à se convaincre de sa supériorité en matière de « fait-pipi » vis-à-vis de sa petite sœur dont il constate au bain de cette dernière que son fait-pipi « encore petit » deviendra plus grand quand Anna grandira. Freud relève des manifestations d'autoérotisme, suivies peu après d'un « choix de l'objet tout comme chez l'adulte », avec de l'inconstance, une prédisposition à la polygamie, tandis que se présentent également des traits d'homosexualité : « Notre petit Hans semble vraiment être un modèle de toutes les perversités », écrit-il. À la suite de toutes sortes d'émois amoureux et d'un rêve fait à 4 ans et demi, traduisant le refoulement désormais du désir de se livrer à l'exhibitionnisme devant des petites filles comme cela lui était arrivé l'été précédent, la période se clôt pour Hans en train d'assister à nouveau au bain d'Anna, sur la reconnaissance de la « différence entre les organes génitaux masculins et féminins ».

#### Début de la phobie des chevaux (la «bêtise»)
C'est alors qu'il commence de souffrir d'une phobie importante (à situer dans le registre d'une névrose infantile) : il refuse de quitter la maison et d'aller dans la rue, où il a peur d'être mordu par un cheval. Or, avant l'éclosion de cet état anxieux, Hans a fait un « rêve de punition », explique Freud, « dans lequel la mère bien-aimée, avec laquelle il peut “faire câlin”, est partie », rêve qui fait écho à l'été précédent, lorsque sa mère le prenait dans son lit chaque fois qu'il manifestait de l'anxiété et quand son père était absent. Hans, au moment d'une nouvelle crise d'angoisse à l'idée de la promenade du lendemain et « crainte que le cheval vienne dans sa chambre », avoue à sa mère un soir qu'il ne parvient qu'imparfaitement à cesser, comme elle le lui demande, de « toucher avec sa main son “fait-pipi” ». Commentaire de Freud : « Voici donc le début de l'angoisse comme de la phobie ». Il faut distinguer en effet la phobie de l'angoisse : tandis que la tendresse croissante pour la mère exprime une aspiration libidinale refoulée à laquelle répond l'apparition de l'angoisse, cette transformation irréversible de la libido en angoisse « doit trouver un objet de substitution qui constituera le matériel phobique ». Freud conseille au père de dire pour l'instant à Hans que « cette histoire de chevaux est une “bêtise” » et, ajoutent Élisabeth Roudinesco et Michel Plon, que « sa peur provient de son trop grand intérêt pour le “fait-pipi” des chevaux ». Il suggère par ailleurs au père d'entreprendre l'initiation sexuelle de l'enfant pour que celui-ci admette que « sa mère et toutes les autres créatures féminines — ainsi qu'il pouvait s'en rendre compte d'après la petite Anna — ne possédaient pas du tout de “fait-pipi” ».

#### La grande girafe et la girafe chiffonnée
Un peu plus tard, la phobie va s'étendre à tous les grands animaux (girafes, éléphants, pélicans). Pour Freud, cette peur des grands animaux renvoie Hans à son insatisfaction concernant la dimension actuelle de son pénis. Le petit garçon rend compte un matin de son incursion nocturne dans le lit de ses parents « en expliquant qu'il y avait dans sa chambre une grande girafe et une girafe chiffonnée : “La grande, dit-il, a crié que je lui avais enlevé la chiffonnée. alors elle a cessé de crier, et alors je me suis assis sur la girafe chiffonnée”. ». Freud interprète que le « s'asseoir » sur la girafe chiffonnée représentant les organes génitaux féminins indique « “une prise de possession”, fondée sur un fantasme de défi envers le père » (la grande girafe qui représente le grand pénis paternel), en même temps que ce défi recouvre la crainte que la mère trouve le « fait-pipi » de l'enfant « bien petit en comparaison de celui du père ».

#### La visite de Hans au Professeur Freud
Le 30 mars 1908, rapportent Élisabeth Roudinesco et Michel Plon, « Hans vient avec son père chez Freud. L'entretien est bref ». Freud en effet « n'intervint qu'une fois au cours de la “cure”, [...] mais ce fut essentiel », précise Veronica Mächtlinger. Il a compris que les détails effrayants dans l'apparence des chevaux (le « noir autour de la bouche des chevaux ») désignent les binocles et la moustache de son père. Hans remarque alors : « Le professeur parle-t-il avec le bon Dieu pour qu'il puisse savoir tout ça d'avance ? ». L'explication donnée par Freud à Hans est que celui-ci « a peur de son père “justement parce qu'il aime tellement sa mère” ».
Après cet entretien, une amélioration se fait sentir. L'enfant, qui peut maintenant nommer ses craintes, manifeste, au cours d'une conversation avec son père, sa peur « de voir tomber les chevaux attelés à un omnibus » (il avait réellement assisté à une telle scène, un jour où, malgré sa « bêtise », il était allé se promener avec sa mère). La phobie se déclare lorsque l'angoisse, qui n'avait rien à voir à l'origine avec les chevaux, se transpose sur ces animaux, « ainsi élevés, commente Freud, “à la dignité d'objet d'angoisse”, pour des raisons liées à l'histoire de l'enfant » : Hans, plus petit, avait une passion pour les chevaux, avait vu un camarade tomber de cheval et se souvenait de l'histoire d'un cheval blanc susceptible de mordre les doigts. Il avait désiré et craint à la fois que son père tombât ainsi, qu'il soit mort, ce qui lui aurait permis d'avoir accès à la possession de sa mère en dépit d'une comparaison peu avantageuse pour lui. À partir de là, et même si la peur des chevaux persiste, Hans se montre plus libre avec son père, veut même le mordre, « preuve qu'il l'a identifié au cheval tant redouté ».

#### Dénouement
D'après Roudinesco et Plon, l'analyse prend dès lors un autre tour. La mère revient au premier plan par le biais de « fantasmes excrémentiels et de réactions phobiques à la vue de culottes jaunes et noires ». Surviennent ensuite le « fantasme du plombier qui perfore l'estomac de Hans au moyen d'un foret et la peur de se baigner dans une grande baignoire ». En insistant sur la juxtaposition de cette peur de la baignoire avec les fantasmes excrémentiels, qui renvoient à l'intérêt puis au dégoût de Hans pour les fèces (les « loumfs »), eux-mêmes reliés au plaisir qu'avait Hans d'accompagner sa mère aux toilettes, il apparaît à Freud que pour Hans, « les voitures sont chargées, comme les ventres des mères le sont, d'enfants-excréments : la chute des chevaux, comme celle des “loumfs”, est la représentation d'une naissance ». Freud souligne à ce propos « le caractère signifiant de l'expression mettre bas. Le cheval qui tombe n'est donc pas seulement le père qui meurt, c'est aussi la mère qui accouche ». En verbalisant de la sorte son souhait d'écarter son père et en reconnaissant son désir de posséder sa mère, Hans trouve toutefois un arrangement à la situation : « son père sera le grand-père des enfants que lui, Hans, a avec sa mère ». Et pour dédommager son père, il l'imagine marié avec sa propre mère, la grand-mère paternelle de Hans.
Dans un dernier fantasme, un plombier change le « fait-pipi » de Hans pour un plus grand, ce qui marque pour le petit garçon sa sortie de l'Œdipe et sa victoire sur sa peur de la castration.

### Postface de Freud en 1922
Par la suite, rapporte Jean-Michel Quinodoz, Sigmund Freud perd de vue l’enfant ainsi que ses parents, mais dans une postface ajoutée en 1922, il raconte qu’il a reçu cette année-là la visite d’un jeune homme qui a déclaré « être le petit Hans qu’il avait décrit dans l’article de 1909 ». Heureux d’apprendre que « l’enfant auquel “on avait prédit tous les malheurs” [...] se portait parfaitement et ne souffrait plus d’inhibition », il apprend aussi qu'après coup, ses parents avaient divorcé et s’étaient remariés chacun de leur côté. Il constate enfin qu'Herbert Graf, jeune homme, « n’avait gardé aucun souvenir de sa cure psychanalytique ».

## Herbert Graf, le premier metteur en scène d'opéra
« J’ai toujours pensé que le metteur en scène est l’homme invisible de l’opéra ou devrait l’être. C’est la nature même de son travail de rester dans les coulisses, et de laisser les feux de la rampe à l’œuvre elle-même. »

— Herbert Graf, 1972, « Mémoires d’un homme invisible »
Ainsi s'exprime l'homme, Herbert Graf, qui « a derrière lui presque cinquante ans de carrière internationale (Met de New York, débuts en Italie avec la Callas à la Scala, Opéra de Zurich puis de Genève) ».

### Jeunesse (1903-1925)

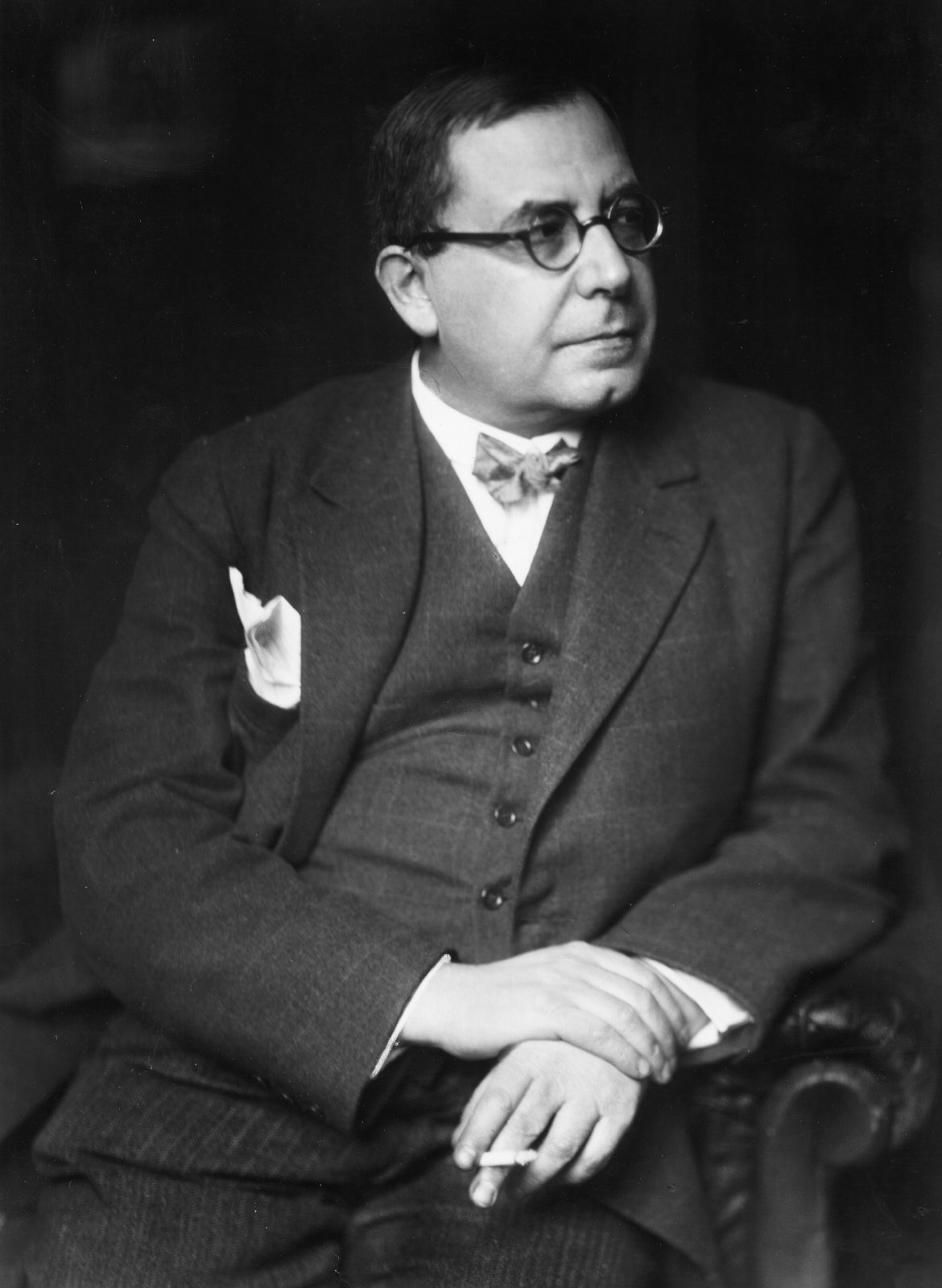
Max Graf vers 1920

Né à Vienne, Autriche-Hongrie, le 10 avril 1903, Herbert Graf grandit dans un environnement d’artistes et d’intellectuels, en particulier musiciens grâce à sa mère, Olga née Hoenig (1877-1961), qui était violoniste, et à son père, Max Graf, critique musical, musicologue et professeur d’esthétique musicale au Musikwissenschaftlisches Institut de Vienne. Il acquiert ainsi dès son plus jeune âge un riche bagage culturel et le goût pour les innovations. En effet, son père, Max Graf, adepte déclaré de Frédéric Nietzsche, proche de Gustave Mahler, Arnold Schoenberg et Richard Strauss, est passionné par les transformations culturelles, artistiques et politiques que connaît Vienne au tournant du XXe siècle. Il écrit plusieurs ouvrages de musicologie, d’histoire de la musique, ainsi que de très nombreux articles sur des sujets non seulement musicaux, mais aussi politiques ou philosophiques. Il est l’un des rares critiques de l’époque à apporter son soutien à la révolution musicale initiée par Arnold Schoenberg dont il pressent l’importance future.
Le jeune Herbert Graf est passionné dès l’enfance par l’opéra. Son père lui fait profiter de ses billets de faveurs qu’il reçoit dans le cadre de son métier, ce qui permet à Herbert Graf de développer aisément cette passion. À cette époque, la mise en scène des œuvres lyriques vient de prendre un tournant à Vienne, sous l’impulsion du scénographe Alfred Roller et du compositeur Gustave Mahler. Après sa conversion au protestantisme, ce dernier avait été nommé à la direction de l’Opéra impérial de Vienne (aujourd'hui Opéra d'État de Vienne). Herbert Graf avait ainsi été sensibilisé au développement des innovations apportées par Mahler, qu’il appelle « parrain », et par Roller, son futur professeur.

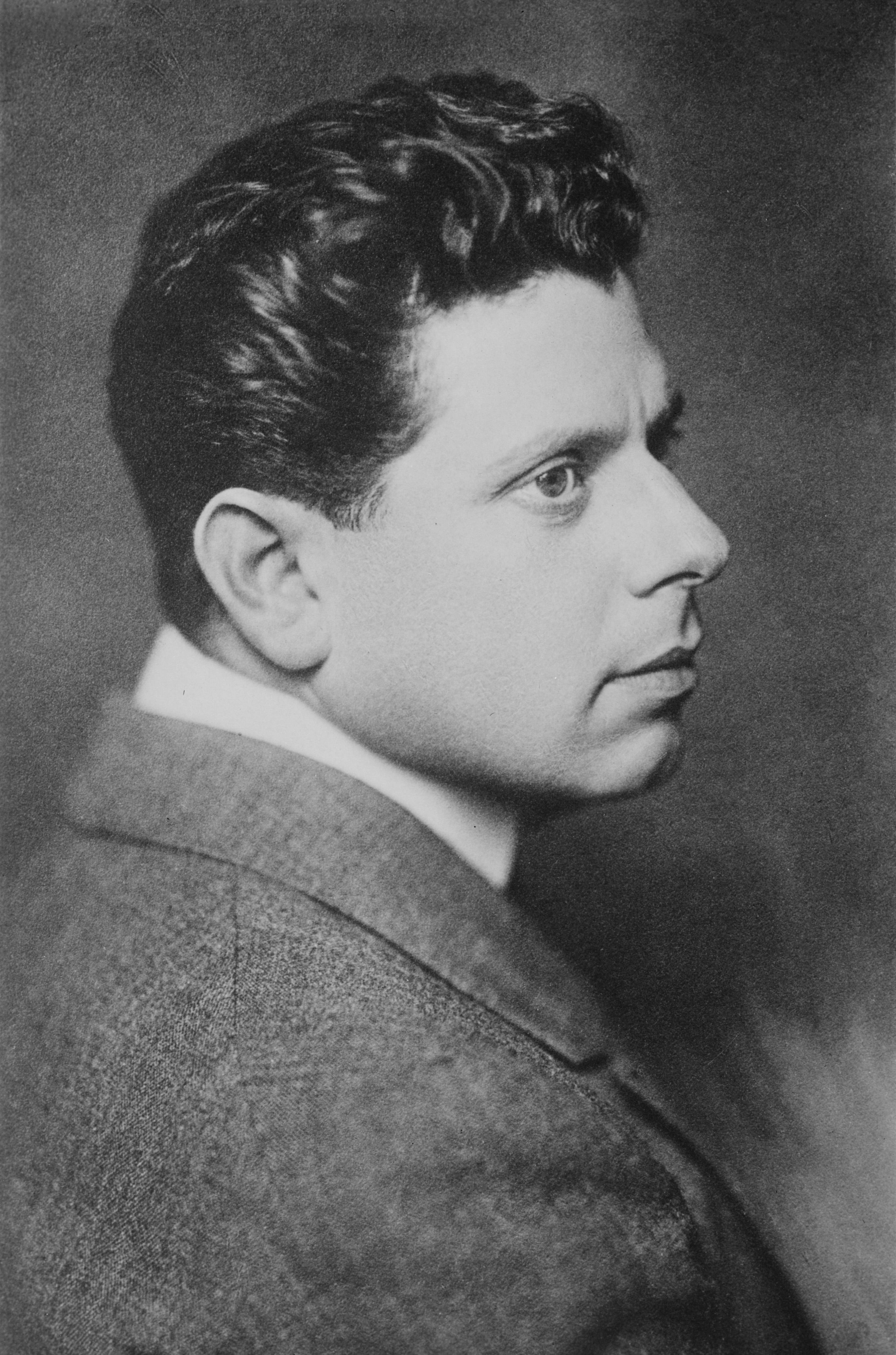
Max Graf recommande son fils auprès du dramaturge Max Reinhardt.

Adolescent, Herbert Graf est envoyé passer des vacances à Berlin chez sa tante. Son père le recommande auprès du dramaturge Max Reinhardt, ce qui permet au jeune Herbert de suivre assidument le travail de celui-ci. Max Reinhardt est alors en train d’opérer en Europe une révolution dans la mise en scène théâtrale et dirige en pleine guerre trois théâtres berlinois. À son retour de Berlin, Herbert Graf enthousiasmé « sentit que c’était sa mission de faire pour l’opéra ce que Reinhardt avait fait pour le théâtre ». Il se destine alors à devenir metteur en scène lyrique, un métier qui, tel qu’on le comprend aujourd’hui comme interprète de l’ensemble d’une œuvre, n’existait pas encore. À cette époque en effet, le dispositif de mise en scène lyrique se limite le plus souvent aux tâches du régisseur et résulte d’un compromis entre l’historique des représentations d’une œuvre dans une salle et les choix et exigences des chefs d’orchestre et des chanteurs à un moment donné. Il n’y a donc aucune école pour former à cette profession. Herbert Graf opte pour une triple formation : chant à l’Akademie für Musik und Darstellende Kunst, piano et théorie musicale au Musikwissenschaftlisches Institut de l’Université de Vienne auprès de Guido Adler, et construction de décors auprès d’Alfred Roller.
En 1925, il soutient sa thèse intitulée Richard Wagner, metteur en scène. Il y définit ce qu’est la mise en scène lyrique, son histoire, son développement moderne et en propose une vision qualitative. Sont déjà présents des aspects pour lesquels Herbert se battra sa vie durant, tels que la démocratisation de l’opéra, la mise en scène basée sur la partition plutôt que sur le livret, la cohérence et l’harmonisation des différentes composantes de la représentation lyrique. Pour le remercier de l’exemplaire qu’il lui a dédicacé, Siegfried Wagner, le fils de Richard Wagner, invite Herbert Graf dans la loge familiale à Bayreuth. Cette thèse est dédiée à Nietzsche, et ses deux pages d’introduction sont orientées par la conception du fantasme chez Sigmund Freud. On trouve ainsi dès sa thèse la marque conceptuelle de la proximité d’Herbert Graf et de son entourage avec Nietzsche et avec la psychanalyse, en particulier avec la problématique freudienne de l’harmonie ou concordance (en allemand, Einstimmung)[pas clair] dans la façon dont le jeune metteur en scène va traiter les liens entre paroles, images et musique, et concevoir leurs effets sur un public.

### Début de carrière (1926-1933)
Ses études à peine achevées, Herbert Graf souhaite quitter Vienne dont le conservatisme lui paraît un frein à ses désirs d’innovation. Ses premiers engagements de metteur en scène le conduisent à Münster en Allemagne, où il travaille, de fait dès 1925, puis à Breslau et à Frankfort, où il crée l’opéra Von heute auf Morgen d’Arnold Schoenberg en 1929 et dirige l’école d’opéra au Conservatoire Hoch de 1930 à 1933.
Il travaille également à Bâle, en Suisse, où il met en scène Arabella avec Richard Strauss au pupitre, ainsi qu’à Prague. Ses mises en scène sont innovantes et parfois provocantes : un Lohengrin sans cygne, un Don Giovanni en smoking, et un Freischütz dans lequel Samuel est désincarné et présent uniquement sous la forme d’une voix sonorisée, une utilisation inhabituelle de la machinerie scénique, comme notamment à Frankfort. Il acquiert ainsi une réputation d’ « enfant terrible ». Il met également en scène des opéras modernes, tels que Maschinist Hopkins de Max Brand et Grandeur et décadence de la ville de Mahagonny de Kurt Weil.

### États-Unis (1934-1945)
En 1934, Herbert Graf part une première fois aux États-Unis. L’orchestre de Philadelphie, animé du désir de révolutionner la mise en scène lyrique et de concurrencer le Metropolitan Opera de New York (le Met), lui a proposé la création de productions d’opéras non conventionnelles, voire expérimentales, pour une saison. L’aventure se révèle intéressante, mais ne sera pas reconduite pour des raisons financières. Herbert Graf acquiert là aussi une réputation de bad boy qui lui fait craindre de voir se fermer les portes des grandes scènes lyriques conventionnelles.
Entre 1935 et 1938, il continue de travailler en Europe et, particulièrement l’été, pour les festivals européens, notamment le Festival de Salzbourg, avec les plus prestigieux chefs d’orchestre de l’époque : Les Maîtres Chanteurs et La Flûte Enchantée avec Arturo Toscanini à Salzbourg, Fidelio et Don Giovanni avec Bruno Walter à Paris, Tannhäuser avec Wilhelm Furtwängler à l’Opéra d’État de Vienne.

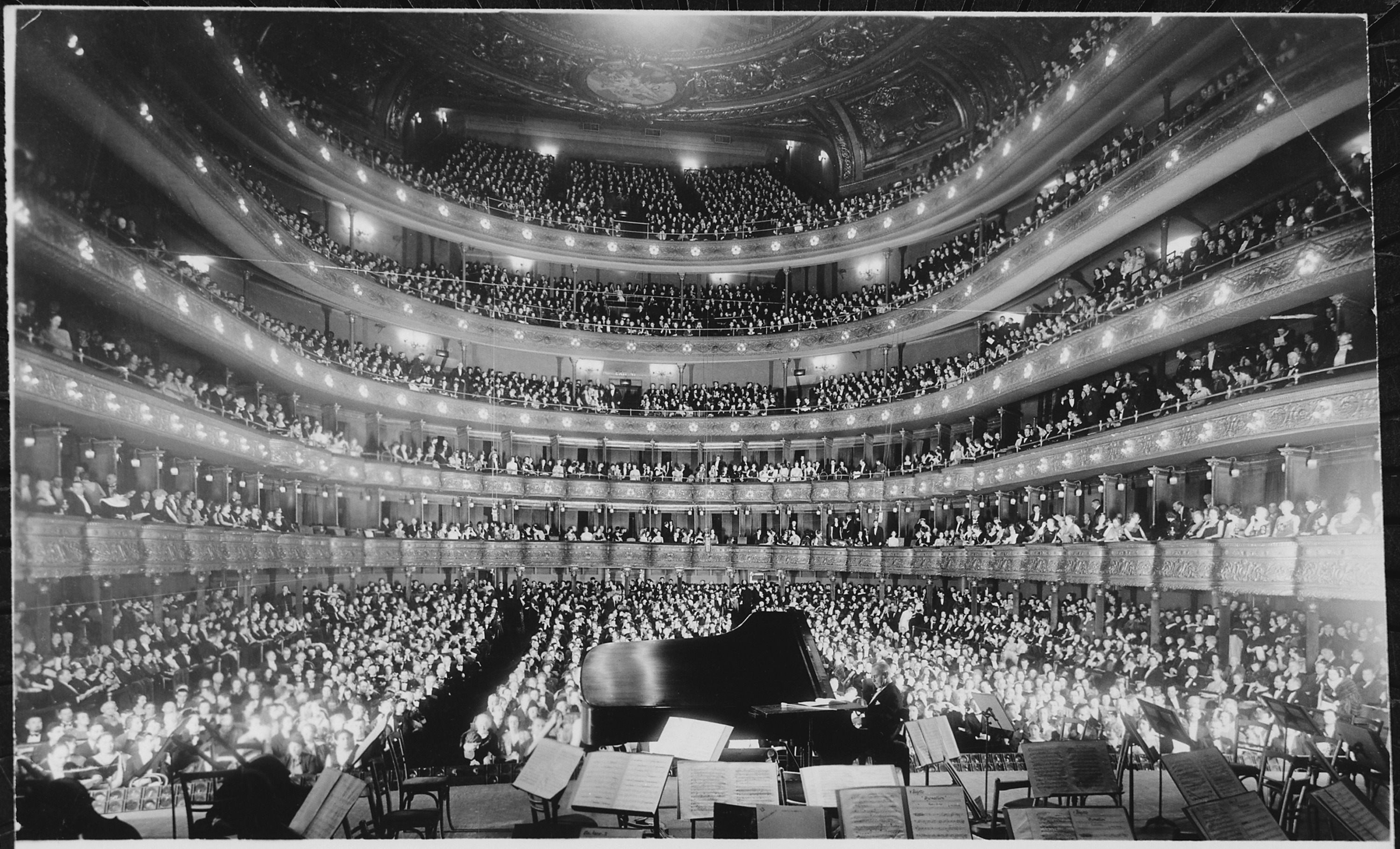
Salle pleine pour un concert au Metropolitan Opera de New York en 1937.

Sa présence répétée sur les scènes européennes finit par attirer l’attention du directeur du Met de New York, Edward Johnson, qui en 1936, à la grande surprise d’Herbert, lui adresse une proposition d’engagement. Celui-ci émigre alors aux États-Unis. Selon le témoignage de Peter Clark, responsable des archives du Met, son contrat sera le premier à porter le titre de metteur en scène (stage director) au lieu de régisseur de scène (stage manager).
Sa première mise en scène au Met, Samson et Dalila, créée le 26 décembre 1936, recueille de bonnes critiques. Suivent de multiples mises en scène, entre autres Les Contes d’Hoffmann en 1937, Otello en 1937, La Force du Destin en 1943, L’Anneau des Nibelungen en 1947. Son engagement au Met se poursuivra jusqu’en 1960.
En 1939, il est directeur de scène et d’exploitation du spectacle d’inauguration de la Foire mondiale de New York. Cette même année, il entame également une collaboration régulière avec l’opéra de Montréal, au Canada.
En 1941, il fonde le département lyrique du Berkshire Music Center à Boston,. Désireux de voir l’opéra s’ouvrir à toutes les classes sociales, il prend parti en faveur de la traduction des livrets d’opéra dans la langue du public local, et monte à Philadelphie Les Noces de Figaro et Falstaff en anglais. En 1944, la National Broadcasting Company (NBC) de New York l’invite à faire partie d’un petit groupe qui réaliser les premières retransmissions télévisuelles lyriques, puis le nomme directeur de son département lyrique.
Il prend la nationalité américaine en 1943.

### Retour en Europe (1945-1960)
Dès la fin de la guerre, il part en Europe où il est invité à participer en tant que conseiller à la reconstruction du Staatsoper de Vienne. Il poursuit néanmoins son activité de directeur du département lyrique de la NBC jusqu’en 1946 et réalise en tout une dizaine de mises en scène pour cette chaîne de télévision, plus deux opéras à la Télévision Italienne de Milan. Il se rend sporadiquement à Hollywood, où il travaille avec les chanteurs Mario Lanza et Lauritz Melchior, et contribue notamment à la mise en scène des parties lyriques du film de la Metro Goldwyn Mayer (M.G.M.) produit par Joe Pasternak, This Time for Keeps (1947), avec Esther Williams, dans une réalisation de Richard Thorpe.
Entre 1950 et 1960, il dirige le département lyrique du Curtis Institute de musique à Philadelphie. Il est aussi conseiller artistique et technique pour le plan du nouveau Théâtre du Festival de Salzbourg.
Son activité de metteur en scène se poursuit au Met et bénéficie du nouveau souffle qu’apporte Rudolf Bing à la tête du Met dès 1950. Herbert Graf y est nommé premier metteur en scène. On peut estimer qu’entre 1936 et 1960, sur les 252 productions que consigne la base de données historiques du Met, il signe une centaine de mises en scène nouvelles. La production d’un Don Giovanni avec Karl Böhm, dont il crée la mise en scène en 1957, y sera reprise jusqu’en 1983 et mise à l’honneur bien après son décès lors des festivités du 100e anniversaire du Met. Il travaille avec des stars lyriques comme Lotte Lehmann, Lily Pons, Kirsten Flagstad, Lauritz Melchior, Lawrence Tibbett, et des chefs d’orchestre renommés tels que Bruno Walter, Fritz Busch, George Szell, Fritz Reiner, Fritz Stiedry, Thomas Beecham, Dimitri Mitropoulos. Plus tard, il assistera et encouragera l’avènement de nouveaux talents, tels que Nicolas Stevens, Jan Peerce, Leonard Warren, Eleanor Steber, Richard Tucker, Roberta Peters, Robert Merrill, ainsi que de plusieurs compositeurs et chefs d’orchestre.
Il multiplie aussi les réalisations hors du cadre du Met un peu partout aux États-Unis, dans de petites comme dans de grandes villes, notamment à San Francisco, Cleveland, Chicago. À Colorado Springs, il crée un lieu de production lyrique en plein air, Red Rocks. Entre 1939 et 1960, il montera une douzaine d’opéras en français à Montréal.
À partir de 1945 et jusqu’à la fin de sa vie, il continuera à signer d’innombrables mises en scène en Europe et aux États-Unis : au Festival de Salzbourg, il met en scène notamment Otello en 1951 (dirigé par Wilhelm Furtwängler, avec Ramón Vinay), Don Giovanni en 1953 (dirigé par Furtwängler, dans la scénographie mythique de Clemens Holzmeister, avec Cesare Siepi, Elisabeth Grümmer et Elisabeth Schwarzkopf, spectacle qui fut également filmé), Elektra en 1957 (dirigé par Dimitri Mitropoulos, avec Inge Borkh, Lisa Della Casa, Jean Madeira, Max Lorenz et Kurt Böhme), au Festival de Vérone (ville qui lui décerne le « Prix Orfeo » pour sa mise en scène d’Aïda en 1955) et au Festival de Florence, ainsi qu’à Amsterdam, Londres (au Royal Opera House de Covent Garden, en 1958 et 1959), Venise, Naples, Bruxelles, Rome, Palerme, Milan où, à l’occasion du spectacle d’ouverture de la saison de La Scala en 1951, il accompagne les débuts de Maria Callas.

### Suisse (1960-1973)
En 1960, il est nommé directeur de l’Opéra de Zurich, où sa première production, un Otello avec James McCracken, obtient un vif succès. Il fonde l’Association des amis de l’International Opera Studio de Zurich et s’attache à moderniser le fonctionnement du théâtre. Une série de désaccords avec les autorités de la ville, la tradition des employés du théâtre, une mésentente entre l'orchestre et un chef d'orchestre, et l’animosité d’une certaine presse le poussent à démissionner en 1962.
Il poursuit ses collaborations avec les opéras de nombreuses villes européennes et américaines, et avec des festivals : ainsi, au Festival de Salzbourg, il monte Simone Boccanegra en 1961 (dirigé par Gianandrea Gavazzeni, avec Tito Gobbi), puis La Rappresentazione di anima e di corpo d’Emilio de' Cavalieri, production créée en 1968 et reprise chaque année jusqu’en 1973.

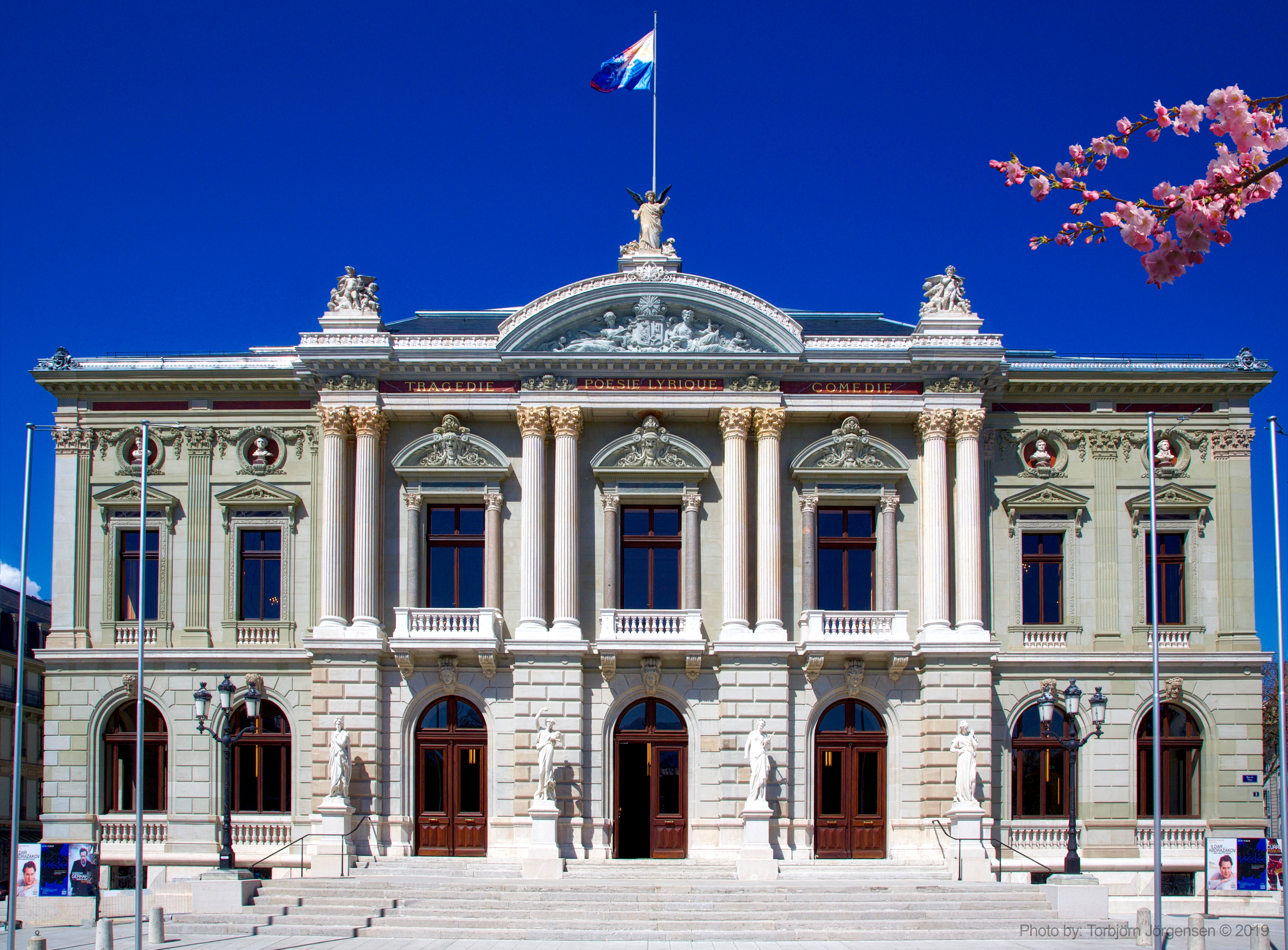
En 1965, Herbert Graf est nommé directeur au Grand Théâtre de Genève.

En 1965, il est nommé directeur général du Grand Théâtre de Genève et obtient la scission de la direction en deux postes : la direction artistique et la direction administrative, innovation qui se répandra ensuite dans presque toutes les salles lyriques du monde.
Il est convaincu qu’une scène lyrique trouve sa richesse dans le mélange entre artistes locaux et artistes internationaux, entre artistes reconnus et jeunes prometteurs. À Genève comme à Zurich, il fait venir des interprètes étrangers de premier plan (Lisa Della Casa, Inge Borkh ou Teresa Berganza), tout en s’attachant la collaboration de chanteurs, de compositeurs et de chefs d’orchestre suisses (Heinrich Sutermeister, Arthur Honnegger, Ernest Ansermet). « Au cours des huit saisons de sa direction, il hisse le Grand Théâtre au rang des meilleurs théâtres lyriques d’Europe. »
Par ailleurs, il participe en tant que conseiller à la rénovation du Grand Théâtre de Genève, ainsi qu’à la construction du nouveau Metropolitan Opera de New York. Ces demandes de conseils, adressées au metteur en scène d’expérience qu’il est alors devenu, consacrent l’importance qu’il a toujours accordée à l’architecture des scènes lyriques et à leur histoire, ainsi qu’aux dimensions pratiques de la réalisation des spectacles. Non seulement l’architecture d’une salle lyrique reflète la division en classes d’une société donnée, mais elle détermine aussi partiellement la façon dont le metteur en scène va régler l’action scénique en tenant compte ou non du regard et de l’écoute du public (le fameux « quatrième mur » imaginaire entre la scène et la salle de Wolfgang von Goethe et Denis Diderot).
Herbert Graf dépose, aux États-Unis en 1965, un brevet portant sur deux dispositifs scéniques, qui proposent un concept de captation en salle des images et du son adapté à la métamorphose de la relation entre œuvre lyrique et public que créent, pour la réception d’un opéra, les retransmissions télévisées.
De plus, durant sa direction au Grand Théâtre de Genève, s’inspirant du modèle américain des workshops et de ses précédentes expériences, il crée un Centre lyrique international destiné à la formation de jeunes chanteurs et, en 1969, l’École de danse du Grand Théâtre. Il engage de jeunes chanteurs comme José van Dam, Éric Tappy, Della Jones, Evelyn Brunner et lance ainsi leur carrière, et encourage l’ascension de jeunes chefs d’orchestre tels que Carlos Kleiber. Il invite également des chanteurs accomplis, comme Graziela Sciutti, pour des Master Classes. Il privilégie la création de nouvelles productions et cherche un équilibre entre tradition et innovations : il met en scène Raskolnikov d’Heinrich Sutermeister ; La Flûte enchantée dans des costumes et décors d’Oskar Kokoschka qu’il fait venir à Genève en 1965 ; Jeanne d’Arc au bûcher d’Arthur Honegger dirigé par Ernest Ansermet en 1966 ; Aida de Verdi avec Georges Wakhévitch en 1969 ; la même année, reprise de la version originale de Boris Godounov de Moussorgsky, dont la captation sera transmise en 1970 par la Télévision Suisse Romande (TSR) ; Belshazzar, oratorio de Haendel en 1972.
Enfin, comme à Zurich, il développe le domaine du broadcast, avec des retransmissions radio et télévisuelles des opéras, ceci afin de rendre l’art lyrique accessible à tous, ce qui a été une préoccupation majeure et constante de son activité de metteur en scène comme de directeur d’opéra.
Entre 1968 et 1972, suivant les notes et dessins d’Adolphe Appia, il conçoit entièrement la scénographie, les décors et les costumes d’une nouvelle production du Ring dont on trouvait déjà les prémisses dans sa thèse de 1925, puis un Parsifal avec Armin Jordan.
En 1971, il signe un film de la Rappresentatione di Anima e di Corpo d’Emilio de' Cavalieri, avec notamment José van Dam, le ballet et le chœur du Festival de Salzbourg, pour l’Österreischicher Rundfunkt (O.R.F.) et Zweites Deutsches Fernsehen (Z.D.F.).
On peut suivre depuis sa thèse et dans les ouvrages qu’il a publiés en allemand et en anglais au fil de sa vie, l’élaboration continue à laquelle Herbert Graf a soumis la façon de conduire ce métier de metteur en scène lyrique qu’il avait inventé, avec les problèmes artistiques qui l’ont animé depuis l’adolescence. L’interview qu’il accorde en 1970 à la revue américaine Opera News sous l’intitulé Mémoires d’un homme invisible, dessine un bilan rétrospectif de son œuvre, de même que l’autobiographie qu’il a commencé à écrire, mais que son décès ne lui a pas laissé le temps de finir ni de publier.
À la suite du choc causé par un accident sur la scène du Grand Théâtre, Herbert Graf tombe malade. Il décède moins d’une année après, en avril 1973, peu avant son 70e anniversaire.

### Œuvre

#### Publications d'Herbert Graf
- (de) Herbert Graf, Wagner als Regisseur, Studien zu einer Entwicklungsgeschichte der Opernregie, tapuscrit, 1925. Traduction française par François Dachet et Marc Dorner, Richard Wagner Metteur en scène, Cahiers de l‘Unebévue, L’unebévue éditeur, Paris, 2011, (ISBN 9782914596312) - Exemplaire original en allemand déposé et consultable à la Bibliothèque de Genève, Suisse (Manuscrits et archives privées, fonds Graf).
- (de) Das Repertoire der öffentlichen Opern- und Singspielbühnen in Berlin seit dem Jahre 1771, Dünnebeil, Berlin, 1934.
- (en) The Opera and its Future in America, 1941.
- (en) Opera for the people, New York, Da Capo Press, 1973 (1re éd. University of Minnesota Press, 1951), 289 p. (ISBN 0-306-70984-8)
- (en) Producing Opera for America, Zürich / New-York, Atlantis Books, 1961, reprint 1963.
- (de) Das Repertoire der öffentlichen Opern und Singspielbühne in Berlin seit 1771, Afa-Verlag, H. Dünnebeil, 1934.
- The opera and its Future in America, New York, W.W. Norton Company, 1941.
- (en) Opera for the People, Minneapolis, University of Minnesota Press, 1951. Reprint: Da Capo Press, 1973.
- (de) Aus der Welt der Oper, Atlantis Verlag, Zürich, 1960.
- Richard Wagner, metteur en scène, étude pour une histoire du développement de la mise en scène à l’opéra. Traduction par François Dachet et Marc Dorner de la thèse de 1925, Wagner als Regisseur, L’unebévue-éditeur, Cahiers de l'Unebévue, ISSN 1284-8166, Paris, 2011.
- (en) Memoirs of an Invisible Man, interview par Francis Rizzo, Opera News, 5, 12, 19, et 26 février 1972. Traduction française, Mémoires d’un homme invisible, ISSN 1168-948X, supplément au no 3 de L’unebévue, 1993, 48p. Les citations de ce texte sont référencées ici à la version française, avec en complément l’indication de la date de parution dans la revue Opera News notée entre parenthèses ainsi : (O.N. 05/02/72).

#### Enregistrements vidéo ou audio encore accessibles aujourd’hui
- Le Nozze di Figaro, Wolfgang Amadeus Mozart (dvd), avec Rehfuss, Pobbe, Rossi Lemeni, Carteri, Gary Falachi, Gatta, Campi, Villa, Alva, costumes et décors Colasanti, Orchestre et Chœur de Milan de la Radio télévision Italienne, direction Nino Sanzogno, mise en scène Herbert Graf, Rai Trade, Hardy Classic SpA, 1956.
- Otello, Giuseppe Verdi (dvd), Venezia, cortile di Palazzo Ducale, 6 Agosto 1966, avec Ferraro, Gobbi, Londi, Décors et costumes Colasanti et Moore, Orchestre et Chœur du Théâtre La Fenice, direction Nino Sanzogno, mise en scène Herbert Graf, Rai, Hardy Classic, Association Musicale Tito Gobbi, 2013.
- Festival of Music, Vol. 1, Producers’ Showcase (dvd), complete live telecast of January 30, 1956, avec Anderson, Bjoerling, Milanov, Miller, Peerce, Peters, Piatigorsky, Rubinstein, Stern, Steven, Tebaldi, Warren, Showcase Symphony Orchestra and Chorus, chef d’orchestre Max Rudolf, Showcase Productions, New-York City, Video Artists International VAI, 1956.
- Festival of Music, Vol. 2, Producers’ Showcase (dvd), complete live telecast of December 10, 1956, avec Anderson, Christoff, De Los Angeles, Morell, Moscona, Rubinstein, Segovia, Showcase Symphony Orchestra and Chorus, chef d’orchestre Alfred Wallenstein, mise en scène Herbert Graf, Showcase Productions, New-York City, Video Artists International VAI, 1956.
- Falstaff, Giuseppe Verdi (dvd), avec Taddei, Carteri Barbieri, Moffo, Alva, Colombo avec l’orchestre et le chœur de la Radio Télévision Italienne de Milan, chef d’orchestre Tullio Serafin, mise en scène Herbert Graf, RAI Trade, 1956, Video Artists International VAI, 2005.
- Don Giovanni, Wolfgang Amadeus Mozart (vidéo web), avec Siepi, Edelmann, Grümmer, Della Casa, Dermota, Berger, Berry, Ernster, décors Clemens Hozmeister, Chœur de l’Opéra d’État de Vienne, Orchestre Philharmonique de Vienne, direction Wilhelm Furtwängler, mise en scène Herbert Graf, réalisation Paul Czinner, Festival de Salzbourg, 1954, I.R. Maxwell Distribution Ltd., Harmony Films, édité sur le web par Olrix, www.olrix.com.
- Aïda, Giuseppe Verdi, 1963, RAIONU.
- Aida, Giuseppe Verdi, Arena di Verona 9 Agosto 1966 (dvd), Hardy Classic Video, avec Gencer, Cossotto, Bergonzi, Colzani, Capuana, Orchestre et Chœur des Arènes de Vérone, direction Franco Capuana et le Ballet du Théâtre de Kirov, mise en scène Herbert Graf, RAI – aussi visible sur Youtube.
- Beatus Vir, Oratorio, Antonio Vivaldi (disque vinyle), Pro Musica Orchestra Stuttgart, avec Sailer, Kiefer, Büller, Herbert Graf (ténor), direction Hans Grischkat, Lyrichord LL95, Vox, 1952.
- Boris Godounov, Moussorsky, partition originale, performance1970, Archive de l’Institut National Audiovisuel.